# Exploateringstal
Exploateringstal är ett mått på täthet i bebyggelse, på engelska kallat Floor Space Index. Exploateringstalet förkortas vanligen "e".
Talet beräknas genom att den bebyggda ytan delas med storleken på en avgränsad markyta runtomkring. Den bebyggda ytan uttrycks som bruttoarean (BTA), en definierad enhet (SS 21053) som något förenklat består av summan av alla våningsplans storlek i en byggnad (Ett tiovåningshus som har en golvyta på 100 kvadratmeter på varje våning får alltså en bruttoarea på 1000 kvadratmeter).
Markytan runtomkring kan dock avgränsas på olika sätt, med olika resultat som följd. Ett vanligt sätt är att använda sig av fastigheten som byggnaden står på, så kallade fastighetsexploateringstal eller exploateringsgrad. En fastighet på 1000 kvadratmeter med en enplansvilla på 100 kvadratmeter kommer alltså att få ett fastighetsexploateringstal på 0.1 {\displaystyle 100/1000=0.1}. Om det istället står ett 10 våningar högt kontorhus på samma fastighet med samma bottenarea som på enplansvillan kommer exploateringstalet bli {\displaystyle (100*10)/1000=1}. Fastighetsexploateringstalet är odiskutabelt och enkelt att beräkna. Talet fungerar dock mindre bra för att jämföra den upplevda tätheten hos olika bebyggelsemiljöer, eftersom andelen friyta som ingår i varje fastighet varierar kraftigt, även hos miljöer som i övrigt är likartade.
Om man vill ange ett exploateringstal som ger en bättre bild av den upplevda tätheten hos bebyggelsen, kan man använda sig av nettoexploateringtalet eller kvartersexploateringstalet. Då beräknas exploateringstalet för varje kvarter (något förenklat uttryckt) genom att bruttoarean för byggnaderna i kvarteret divideras med markytan som kvarteret står på plus halva det omgivande gaturummet. Denna metod lämpar sig särskilt bra vid täthetsjämförelser hos klassisk stadsbebyggelse.